# 織女二
織女二（ε Lyr / 天琴座ε），是位於天琴座的四重星，亦被稱為「雙雙星」，因為它是由兩對雙星所組成的。距離地球大約162光年。

## 恒星系统
该恒星系统中距离最远的两颗成员星可以双筒镜轻易分辨，在极好的观测条件下甚至能用肉眼分解开。偏北部的恒星叫做ε1，偏南部的恒星叫做ε2；它们距离地球约162光年，两星互相绕行。在高放大倍率的情况下，每一颗成员星能够进一步分解成双星系统；也就是说，该恒星系统包含互相绕行的两个双星系统。能否看见这几颗成员星是衡量望远镜解析能力的通常标准，因为每个双星系统的成员之间是如此紧密：ε1系统的成员星在2006年相距2.35弧秒，那年ε2系统的成员星之间的距离也大抵如此。在20世纪80年代首次对它们的运行轨道进行高精度测量之后，两双星系统的位置角都仅仅移动了数度。
ε1的成员星视星等分别为4.7和6.2，相距2.8弧秒，绕行周期粗略估计为1200年；这样的话，两星实际距离约为160天文单位。ε2的成员星视星等分别为5.1和5.5，相距2.2弧秒，绕行周期可能为前者的一半。两个双星系统之间的距离不小于0.16光年，互相绕行的周期可能为数十万年。在其中一个双星系统上的观测者可以看到另外两颗恒星在相隔不到1°的天空中闪烁，亮度约为满月的四分之一。 
该恒星系统的第五个成员，即ε2系统的一个成员星的伴星，在1985年被斑谱摄影探测到并经过随后两次的观测证实。由于观测数据过少，其轨道还不能确定，但是其极快的移动速度显示其绕行周期可能仅为数十年。因为其与伴星的距离最大仅为0.2弧秒，用光学方法是不可能看到它的。
一系列附近的恒星可能也属于这个恒星系统，因此其成员星可能多達10颗，具体情况见下表。
|   | 视星等 | 光谱型 |
| A | 5.02   | A2     |
| B | 6.02   | A4     |
| C | 5.14   | A3     |
| D | 5.37   | A5     |
| E | 11.71  |        |
| F | 11.2   |        |
| G | 13.83  |        |
| H | 13.22  |        |
| I | 10.43  |        |
| a | 10.43  |        |

|       | 距离（弧秒） | 距离（天文单位） | 最近的位置角 | 周期（年） | 半长轴（弧秒） | 注释     |
| AB-CD | 208.2        | 10,500           | 238          |            |                | ε1-ε2    |
| AB    | 2.8          | 116              | 347          | 1804.41    | 4.742          | ε1成员   |
| CD    | 2.2          | 121              | 79           | 724.307    | 2.92           | ε2成员   |
| Ca    | 0.1          | 5                | 225          |            |                | 最近发现 |
| AI    | 149.6        | 7500             | 138          |            |                |          |
| CE    | 63.7         | 3200             | 333          |            |                |          |
| EF    | 46           | 2300             | 37           |            |                |          |
| EG    | 50           | 2500             | 238          |            |                |          |
| GH    | 35           | 1800             | 358          |            |                |          |

## 外部連結
- Epsilon Lyrae -- The Double Double （页面存档备份，存于）
- Epsilon Lyrae （页面存档备份，存于）